# Spencer megye (Indiana)
Spencer megye az Amerikai Egyesült Államokban, azon belül Indiana államban található. Megyeszékhelye Rockport, legnagyobb városa Santa Claus. Lakosainak száma 19 810 fő (2020. április 1.). Spencer megye Dubois, Perry, Warrick, Hancock és Daviess megyékkel határos.

## Népesség
A megye népességének változása:
| Lakosok száma | 20 887 | 21 075 | 20 900 | 20 944 | 20 715 | 19 810 |
|               | 2010   | 2011   | 2012   | 2013   | 2015   | 2020   |